# Gabriel Richet
Pour les articles homonymes, voir Richet.
Gabriel Richet, né à Paris (7e) le 26 décembre 1916 et mort dans le même ville (6e) le 10 octobre 2014, est un médecin néphrologue et résistant français, membre de l'Académie nationale de médecine en 1980.

## Famille
Gabriel Richet est issu d'une longue lignée médicale. Il est le fils de Charles Richet (fils) (1882-1966), membre de l'Académie nationale de médecine (1940), le petit-fils de Charles Richet (1850-1935), prix Nobel de physiologie et de médecine en 1913, et enfin l'arrière-petit-fils de l'anatomiste et chirurgien Alfred Richet (1816-1891).
Il est en outre le descendant de l'homme politique Charles Renouard (1794-1878).
Par sa mère, il est l'arrière-petit-fils d'Émile Trélat et l'arrière-arrière-petit-fils d'Ulysse Trélat. 
Gabriel Richet s’est marié à deux reprises, dont en secondes noces avec la fille de Gabriel Puaux, et est père de deux enfants.

## Carrière professionnelle
Après des études secondaires aux lycées Montaigne et Louis-le-Grand de Paris, il mène des études supérieures à la Faculté de médecine de Paris.
Il est externe en 1936 puis interne des hôpitaux de Paris en 1939, juste avant la déclaration de guerre. Il est condisciple de Marcel Bessis, Jean Dausset, Alexandre Minkowski entre autres.
Gabriel Richet participe aux combats de la Campagne de France en 1940 où il obtient la croix de guerre 1939-1945 avec une citation à l’ordre du régiment. Revenu à Paris, il remplit les fonctions d’interne dans le service de Louis Pasteur Vallery-Radot à l’hôpital Broussais. Il participe à la Résistance comme l’ensemble de sa famille. Sa mère est emprisonnée. Son père, un de ses frères et une de ses cousines sont arrêtés et déportés. Il rejoint le Groupe du musée de l'Homme, présenté à son fondateur Jean Cassou par Agnès Humbert pour des activités médicales avec Jean Hamburger, qu’il poursuivra dans les réseaux Libération-Nord avec Paul Milliez et l’Organisation civile et militaire avec Louis Pasteur Vallery-Radot. Fin 1942, il accompagne Robert Debré, Clovis Vincent et Louis Pasteur Vallery-Radot, pour rencontrer secrètement le colonel Remy, agent secret de la France libre en territoire occupé, sur la création d'un service clandestin de médecine et de chirurgie pour la Résistance intérieure française.
Il est aussi en relation avec d'autres milieux de la Résistance et fournit aux Éditions de Minuit des moyens pour démarrer. Il participe  également à l’unification des activités médicales au sein de la Résistance intérieure, par l'entremise du mouvement « Front national », sans adhérer pour autant au parti communiste qui pilote ce mouvement avec Robert Debré. Le groupe du Front National, de Libération-Nord et de l’Organisation civile et militaire , donne un appui médical à la Résistance. Il cache des enfants échappées des rafles dans son domicile à l'hôtel d'Aligre (Paris). Il participe à l’atelier de fabrication de faux papiers installé à l’hôpital Necker. Il est membre du Comité médical de la Résistance avec Thérèse Bertrand-Fontaine, Victor Veau, François Lhermitte, Clovis Vincent, Paul Milliez, Robert Debré, Théophile Alajouanine, Jacques Tréfouël, Louis Justin-Besançon, Robert Monod, Bernard Lafay et André Lemierre entre autres. En août 1944, il participe à la Libération de Paris, en liaison avec le colonel Rol-Tanguy, et soigne les blessés. Il est directeur de cabinet de Louis Pasteur Vallery-Radot, secrétaire général à la santé du gouvernement provisoire de la République française (26 août-10 septembre 1944). Il s’engage en 1944 et prend part aux combats dans les Vosges et en Alsace en 1944-1945.
Gabriel Richet participe aux combats de la Libération de la France, devenant médecin des commandos de la 2e division blindée du général Leclerc. Il est blessé au combat à Durrenentzen (Haut Rhin). Il obtient trois citations à l’ordre de l’armée à sa croix de guerre 1939-1945.
Pour ses faits de guerre, il est nommé chevalier de la Légion d'honneur, décoré par le général de Gaulle en 1945.
Il est docteur en médecine en 1944, chef de clinique à la Faculté de médecine de Paris en 1944, médecin assistant des hôpitaux en 1946, médecin des hôpitaux de Paris en 1954, professeur agrégé de médecine expérimentale - détaché à la chaire des maladies métaboliques en 1958 et titulaire de chaire en 1966.
Il participe à la création de la Fondation pour la recherche médicale sous l’égide de Jean Bernard et de Jean Hamburger en 1947. Il participe à la création de l’Association Claude-Bernard avec Jean Bernard, Jean Hamburger, Raoul Kourilsky, Robert Debré, Robert Courrier et Léon Binet. Il participe à la réforme de l’enseignement médical et des hôpitaux avec Jean Dausset sous l'égide de Robert Debré. Il est membre du Conseil supérieur de la recherche scientifique, puis membre et président du Comité consultatif de la recherche scientifique et technique. Il est président de la commission de néphrologie-urologie à la Délégation générale à la recherche scientifique et technique. Il est conseiller auprès de Bernard Lafay ministre de la santé, conseiller technique au cabinet de René Billères, ministre de l’Éducation nationale, conseiller spécial de Bernard Chenot ministre de la santé puis chargé de mission de Michel Debré premier ministre. Il est administrateur, puis vice-président, puis président du conseil d’administration, président du conseil scientifique de l’Institut national de la santé et de la recherche médicale. Il est administrateur du Centre national de la recherche scientifique, de l’Institut Curie, de l’Institut Pasteur, de la Croix-Rouge française et de la Ligue nationale contre le cancer. Il est président du conseil scientifique de l’Assistance publique - Hôpitaux de Paris et du Palais de la découverte. Il est élu conseiller départemental du Conseil de l’Ordre des médecins de la Seine en 1945 dont il sera vice-président à partir de 1956, il est élu au Conseil de l'Ordre des médecins en 1956, vice-président du Conseil de l’Ordre des médecins en 1970-1987,président de la société médicale des hôpitaux de paris à partir de 1961,vice-président du syndicat des médecins des hôpitaux, vice-président de l’Association européenne des médecins des hôpitaux à partir de 1963, vice-président de la confédération internationale des Ordres et Organismes d’attributions similaires à partir de 1971. Il est l'un des rédacteurs du code de déontologie de 1947.Il est vice-président de la commission nationale française pour l’UNESCO, administrateur de l’Alliance française, de l’ORTF et de la Cité internationale universitaire de Paris,membre de la Commission nationale consultative des droits de l'homme et du Comité consultatif national d'éthique
Il fonde sa propre école à l'hôpital Tenon, est le directeur de l'unité de recherche Inserm 64 de néphrologie de cet hôpital entre 1966 et 1985.
Gabriel Richet avec le concours de François Lhermitte, de Georges Mathé et de Paul Milliez met au point l’exsanguinotransfusion, premier procédé d'épuration extra-rénale en 1948 dans le service de louis Pasteur Vallery-Radot.Gabriel Richet travaille avec le professeur Jean Hamburger de 1951 à 1961 à la clinique néphrologique de l'hôpital Necker. Il introduit le rein artificiel en France en 1955. Il participe avec Louis Michon, René Küss et Jean Hamburger à la 1re transplantation rénale sur Marius Renard en 1952 suivie d’une survie de 3 semaines. Avec Jean Hamburger et Jean Crosnier, il crée le concept de réanimation médicale qu’il applique au traitement de l’insuffisance rénale aiguë. Il participa dans l'équipe de Jean Hamburger à la première transplantation rénale réussie entre deux jumeaux non identiques en juin 1959 avec Jean Auvert et Jean Vaysse, et dont le receveur, protégé par irradiation, vécut 28 ans.
Il fonde sa propre école à l'hôpital Tenon où il crée un service de néphrologie en 1961. Soucieux de promouvoir la recherche dans cette discipline, il crée un laboratoire de physiologie rénale et un d’anatomie pathologique rénale regroupés dans l'unité de recherche Inserm 64 intitulée « Néphrologie normale et pathologique » et dont il reste le directeur jusqu’à son départ à la retraite en 1985. Parmi ses travaux personnels, il faut citer l’analyse des variétés cellulaires du néphron distal et de leur rôle dans l’acidification de l’urine ainsi que du rôle et de la localisation de la protéine de Tamm-Horsfall dans le néphron. Son service attire de nombreux médecins français et étrangers. Beaucoup de ses élèves deviennent professeurs de néphrologie ou de physiologie en France et à l’étranger. Durant sa retraite, il écrit de nombreux articles sur l’histoire de la médecine et, en particulier, de la néphrologie. Gabriel Richet est également professeur de néphrologie à la faculté de médecine Saint-Antoine de l’université Pierre-et-Marie-Curie.
Il est président de la commission scientifique spécialisée (CSS) de l’Inserm « Métabolismes inorganiques, physiologie et pathologie rénales et ostéo-articulaires » (1967-1968 et 1974-1985) et de la CSS « Appareils cardiovasculaire, respiratoire et urinaire, rein » (1964-1967 et 1968-1974).
Ancien président de la Société internationale de néphrologie (1981-1984) et de la Société française de néphrologie (1972-1974), ancien vice-président du Comité national d'évaluation des universités (1989-1991), expert-consultant près l’Organisation mondiale de la santé, il devient membre de l'Académie nationale de médecine en 1980 et correspondent étranger de l'Académie royale de médecine de Belgique en 1985. Il est inhumé au cimetière du Père-Lachaise à Paris.

## Distinctions et Prix
- Prix Jean-Hamburger de la Société internationale de néphrologie (1993).
- Docteur honoris causa de l'université de Tübingen et de Louvain.
- Médaille Jean-Hamburger de la Société de néphrologie (2004).
- Croix de guerre 1939–1945 (quatre citations).
- Grand officier de la Légion d'honneur.
- Grand officier de l'ordre national du Mérite.